# Габлер, Иоганн Филипп
Иоганн Филипп Га́блер (нем. Johann Philipp Gabler ; 4 июня 1753, Франкфурт-на-Майне — 17 февраля 1826, Йена, Германский союз) — немецкий богослов.

## Биография
Иоганн Филипп Габлер родился 4 июня 1753 года во Франкфурте-на-Майне. В 1772—1778 обучался в Йенском университете, ученик и последователь теологов Иоганна Якоба Грисбаха и Иоганна Готфрида Эйхгорна.
Преподавал философию во Франкфурте (1778) и Гёттингене (1780), позже в городской гимназии в Дортмунде (1783), с 1785 года проповедник и профессор богословия в Альтдорфском университете. С 1798 по 1800 год был редактором «Neuestes theologisches Journal» .
В 1804 году Иоганн Филипп Габлер был приглашён в Йенский университет на пост профессора богословия, в 1812 году стал преемником своего бывшего учителя Иоганна Якоба Грисбаха.
Габлер считается отцом современной библейской теологии, после его инаугурационной речи в 1787 году в университете Альтдорфа, посвящённой различиям между догматическим и библейским богословием. Для него, библейское богословие было просто историческим исследованием верований библейских авторов, как они приведены в тексте и имеющее чисто описательный характер. С другой стороны, догматическое богословие, с его точки зрения, представляет собой систематизированную структуру, построенную на основе библейского богословия и контекста, применительно в той эпохе, в которой текст появился.
Горячий приверженец рационализма и натурализма. Некоторые из его работ посвящены истории Церкви и догматическим вопросам, автор критических статей по Новому Завету.
Известен сочинением: «De justo discrimine Theologiae biblicae et dogmaticae». Большую часть своих трудов печатал в издававшихся им богословских журналах.